# کرونوایلر
کرونوایلر (به آلمانی: Kronweiler) یک شهر در آلمان است که در بیرکنفلد واقع شده‌است. کرونوایلر ۳۴۲ نفر جمعیت دارد.